# 阿卜杜拉·厄贾兰
阿卜杜拉·厄贾兰（土耳其語：Abdullah Öcalan，土耳其語發音：[ød͡ʒalan]；1948年4月4日—），库尔德斯坦工人党的主要创始人之一，民主邦联主义的创立者。阿卜杜拉·厄贾兰等人于1978年在土耳其创建了库尔德斯坦工人党，致力于库尔德人的民族独立和解放，成为了库尔德人心目中的英雄，但由于因政治目的进行恐怖袭击，该组织被土耳其政府、美国、欧盟、北约等国家和组织列为恐怖组织。

## 生平
厄贾兰生于土耳其东部尚勒乌尔法省哈尔费蒂县厄梅尔利。虽然有资料记录其生于1948年4月4日，但其并未有准确的出生记录，其本人也声称不知道其出生日期，其出生年估计为1946年或1947年。 
1971年，厄贾兰进入伊斯坦布尔大学法律系，不久又转入安卡拉大学政治系。1978年11月28日，组织成立库尔德斯坦工人党，并当选为总书记。之后数年，厄贾兰一直在土耳其境外指挥库尔德斯坦工人党与土耳其政府对抗。
1999年2月，在肯尼亚被土耳其军事情报局特工逮捕。1999年，厄贾兰在土耳其国家安全法庭的审判庭上“做了忏悔，对在15年内战中丧生的5000名军人表示哀悼，称库工党的出现是一个错误，表示愿意与当局合作，结束库工党为时15年的斗争”。土耳其当局将其拘禁在伊姆拉勒岛上，以叛国罪判处死刑。由于土耳其为了入欧而废除了死刑，2002年10月3日，土耳其国家安全法院将他的死刑判决改为无期徒刑，进行终身监禁。2012年下半年埃尔多安政权通过在狱中的厄贾兰进行斡旋，促使库尔德斯坦工人党游击队撤往伊拉克库尔德斯坦。
2025年2月27日，厄贾兰要求库尔德工人党放下武器、自行解散。